# Henrique Martins (nadador)
Henrique de Souza Martins (Campinas, 14 de novembro de 1991) é um publicitário e ex-nadador olímpico brasileiro que venceu o Mister Brasil 2023. Obteve diversas vitórias na carreira como atleta e representou o Brasil na competição Mister Supranational 2023, terminando em segundo lugar.

## Natação desportiva
Desde muito jovem, Henrique Martins se dedicou à natação pura, se especializando no estilo borboleta. De 2008 a 2012 esteve associado ao Esporte Clube Pinheiros. De 2013 a 2018 esteve associado ao Minas Tênis Clube. Chegou a ser eleito pelo Comitê Olímpico Brasileiro o melhor atleta universitário do país em duas ocasiões. Em sua carreira teve oportunidade de participar de competições brasileiras importantes, como os Troféus Maria Lenk e Jose Finkel, além de representar o Brasil em Campeonato Mundiais Juvenis, Profissionais, Jogos Militares, Universíadas e nos Jogos Olímpicos de 2016.
Sua primeira competição internacional ocorreu em Monterrey, quando participou do Campeonato Mundial Juvenil de Natação da FINA de 2008. A primeira medalha foi conquistada na Universíada de Verão de 2011, em Shenzhen, China, uma medalha de prata no revezamento 4x100 metros livre.
No Campeonato Mundial de Natação (25 m) da FINA de 2014, em Doha, no Catar, Martins conquistou quatro medalhas em quatro revezamentos brasileiros: revezamento medley 4×50 metros masculino, revezamento medley 4×100 metros masculino, revezamento medley misto 4×50 metros e uma medalha de bronze no revezamento 4×50 metros. revezamento estilo livre misto. Martins também terminou em 8º lugar no revezamento 4×100 metros livre masculino, 15º nos 50 metros borboleta masculino e 16º nos 50 metros costas masculino.
Na Universíada de Verão de 2015, Martins conquistou duas medalhas de ouro nos 100 metros livres e nos 50 metros borboleta, além de uma medalha de prata nos 50 metros livres. Ainda em 2015, Henrique competiu pelo Brasil na sexta edição dos Jogos Mundiais Militares, obteve 3 medalhas de ouro (Revezamento 4x100 metros masculino, Revezamento 4x100 metros misto e 100 metros borboleta masculino) e 3 de prata (Revezamento Medley 4x100 metros masculino, 50 metros livre masculino e 50 metros borboleta masculino). Ambas as competições foram realizadas na Coreia do Sul.
Nos Jogos Olímpicos de Verão de 2016, disputados na cidade do Rio de Janeiro, Martins terminou em 6º lugar no revezamento 4×100 metros medley masculino e em 21º lugar nos 100 metros borboleta masculino.
No Campeonato Mundial de Esportes Aquáticos de 2017, em Budapeste, nos 50 metros borboleta masculino, conseguiu se classificar pela primeira vez para uma final individual em um campeonato mundial e conseguiu a 6ª colocação. Na mesma competição ainda obteve bons resultados como o 11º lugar nos 100 metros borboleta masculino e o 5º lugar no revezamento 4×100 metros medley masculino, ao lado de Guilherme Guido, João Gomes Júnior e Marcelo Chierighini.
Em 27 de março de 2018, Martins recebeu o resultado positivo para SARM S22 em um exame surpresa. Apesar de ter alegado ter recebido involuntariamente a substância durante uma injeção de aminoácidos em uma clínica de Belo Horizonte, a FINA deliberou suspendê-lo por dopagem bioquímica por um ano e todos os seus resultados obtidos entre a data do teste e 10 de maio de 2019 foram anulados. Após cumprir o período de suspensão, retornou às atividades.
Durante a pandemia de covid-19, Henrique passou a incluir em sua rotina outras atividades esportivas, inclusive o triatlo, mas abandonou o esporte de alto rendimento competitivo.

#### Melhores tempos em piscinas de 25m[4]
- 50m livres: 21s65 (2014)
- 100m livres: 47s33 (2014)
- 50m costas: 23s90 (2014)
- 100m costas: 52s69 (2009)
- 200m costas: 2m01s22 (2009)
- 50m borboleta: 22s98 (2014)
- 100m borboleta: 51s01 (2016)
- 200m borboleta: 2m04s03 (2009)
- Revezamento livre 4×100 masculino: 3m07s84 (2014)
- Revezamento medley 4×50 masculino: 1m33s48 (2014)
- Revezamento medley 4×100 masculino: 3m26s52 (2014)
- Revezamento livre 4×50 misto: 1m31s68 (2014)
- Revezamento medley 4×50 misto: 1m39s60 (2014)

#### Melhores tempos em piscina de 50m[4]
- 50m livre: 22s24 (2015)
- 100m livres: 48s92 (2015)
- 50m costas: 25s57 (2015)
- 100m costas: 55s09 (2009)
- 50m borboleta: 22s70 (2017)
- 100m borboleta: 51s47 (2017)
- 200m borboleta: 2m00s91 (2009)
- Revezamento livre 4×100 masculino: 3m16s51 (2017)
- Revezamento medley 4×100 masculino: 3m31s53 (2017)
- Revezamento livre 4×100 misto: 3m29s79 (2015)

## Participação emconcursos de beleza
Em 2022 Henrique Martins foi convidado a participar de um concurso de beleza em Campinas. No mesmo ano participou do concurso Mister São Paulo e venceu, qualificando-se para representar o estado no certame nacional. O nadador revelou que a ideia o incomodava no início, mas que resolveu investir nessa carreira para se desafiar.
Em 2023, Martins superou outros 40 candidatos e venceu o concurso Mister Brasil CNB, sendo enviado para representar o país no concurso Mister Supranational 2023, na Polônia, onde terminou em segundo lugar, perdendo apenas para Iván Álvarez, representante da Espanha.

## Outros fatos da vida
Henrique tem 180 cm de altura, pele morena e olhos e cabelos castanhos escuros. Quando participou dos concursos de beleza pesava 72 Kg.Ele é formado em Publicidade e Propaganda. Serviu no Exército durante 8 anos e recebeu a condecoração de Mérito Desportivo Militar.
Junto com seu irmão criou uma empresa voltada a projetos de turismo sustentável e desenvolvimento socioeconômico em regiões de vulnerabilidade. Também desenvolve trabalhos no setor hoteleiro.
Participou da décima-quinta edição do reality show "A Fazenda", mas foi o sétimo participante a ser eliminado.
Mantém um relacionamento estável com a também nadadora Bianca Ewald desde 2015.